# Saturnovi pravilni vanjski sateliti
Pravilni vanjski sateliti su grupa Saturnovih prirodnih satelita. Oni pripadaju među Saturnove vanjske satelite, ali se okreću pravilno, tj. u istom smjeru u kojem se Saturn rotira. Jedini satelit u toj grupi jest S/2004 S 24.